# Леоні Бенеш
Леоні Бенеш (нім. Leonie Benesch; нар. 22 квітня 1991, Гамбург) — німецька акторка. Відома за ролями у телесеріалах «Вавилон-Берлін» та «Корона».

## Біографія
Виросла в Тюбінгені, навчалася у Вільній Вальдорфській школі, відвідувала Гілдхоллську школу музики та драми. Нині живе у Лондоні.
2009 року виконала одну з головних ролей у фільмі «Біла стрічка», який отримав «Золоту пальмову гілку» в Каннах. Кінокритики назвали її гру «відкриттям». За свою акторську гру отримала американську кінопремію «Молодий актор», і навіть премію New Faces Award.
2010 року зіграла у драмі Філіпа Коха «Пікко» та фільмі Софі Гельдман «Кольори у темряві» разом з Сентою Бергер і Бруно Ганцем.
З 2017 року знялася в трьох сезонах телесеріалу «Вавилон-Берлін» в ролі Грети Овербек, за яку отримала «Німецьку кінопремію».
Зіграла у серіалі «Корона» роль сестри принца Філіпа, принцеси Сесілії Грецької.
2020 року зіграла в телесеріалі BBC «Навколо світу за 80 днів» разом з Девідом Теннантом.